# Titus Caesernius Statianus

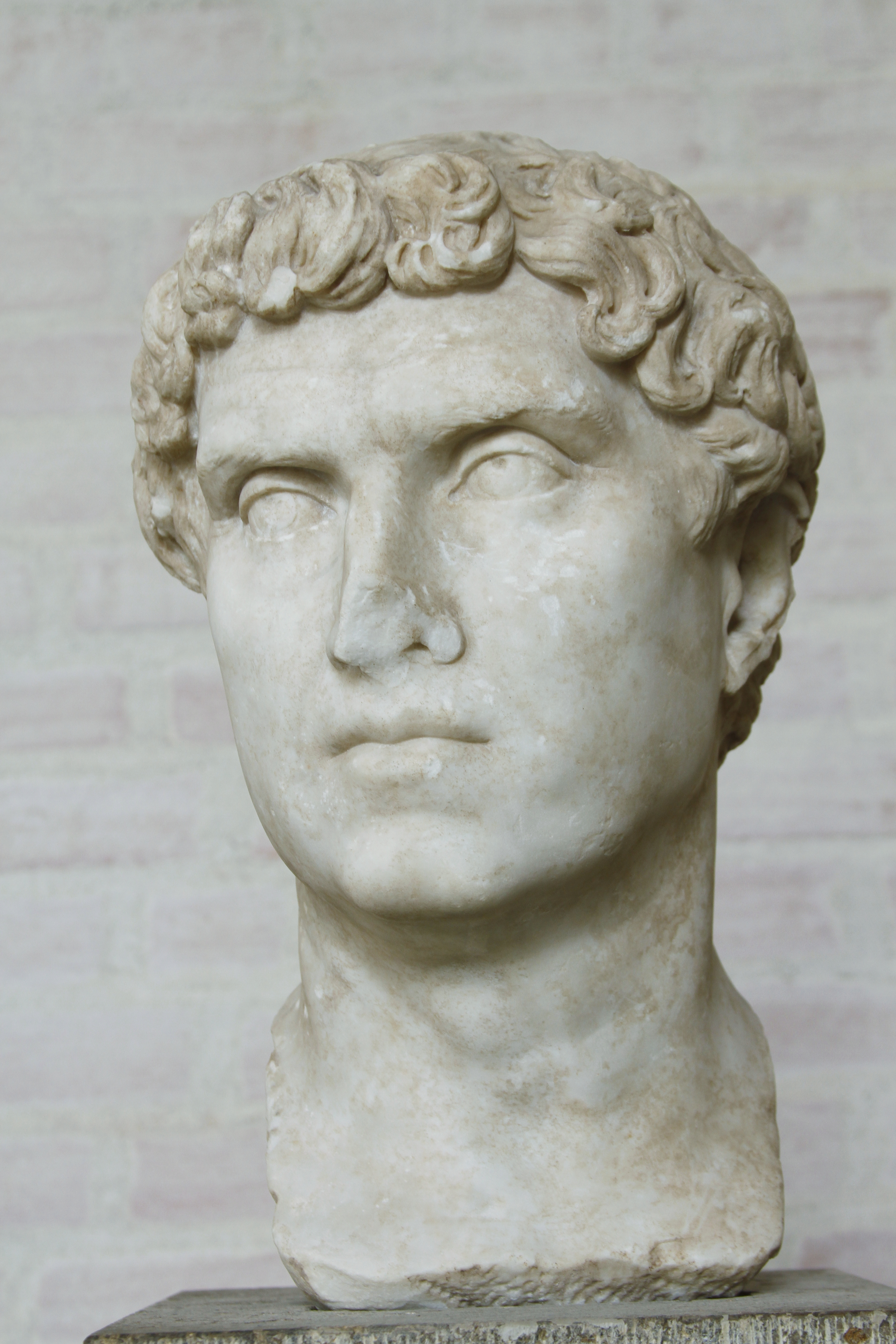
Porträtkopf des Statianus, München, Glyptothek

Titus Caesernius Statius Quinctius Statianus Memmius Macrinus (* ca. 105) war ein römischer Politiker, Senator und Freund des Kaisers Hadrian.
Statianus stammte aus Aquileia und war ein Sohn des Ritters Titus Caesernius Macedo, der im Jahr 107 Prokurator von Mauretania Caesariensis war, und der Rutilia Prisca Sabiniana. Sein Bruder war Titus Caesernius Quinctianus, Suffektkonsul um 138.
Wie sein Bruder wurde Statianus von Hadrian gefördert und bekleidete Anfang der 130er-Jahre Quästur und Volkstribunat als Kandidat des Kaisers, den er zuvor (um das Jahr 129) als comes  im Orient begleitet hatte. Eine Mission zur Aushebung von Rekruten führte ihn um 134 nach Transpadana in Norditalien (missus ad dilectum iuniorum a divo Hadriano in regionem Transpadanam).
Nach seiner Legatur der legio XIIII Martia Victrix war Statianus zwischen ca. 138 und 141 Legat der legio III Augusta in Numidien. Wohl in dieser Zeit wurde er Patron der dortigen Städte Timgad und Cirta; in Cirta erhielt er als Ehrung eine öffentliche Statue. Zwischen 141 und 150 war Statianus dann Suffektkonsul. Um das Jahr 150 war er Statthalter von Germania superior. Durch ein Militärdiplom ist belegt, dass er 152/153 Statthalter der Provinz Britannia war.
Statianus war sodalis Augustalis (Kaiserpriester), wohl noch unter Hadrian.